# 葛冈碧
葛冈碧（日语：／ Kuzuoka Midori，1984年1月30日—），日本女演员、模特儿，出身于日本宫城县仙台市。前为女性杂志《Ray》、今《AneCan》的专属模特儿。

## 简历
- 2002年、成为日本时尚杂志『Ray』专属模特儿到于2010年10月。
- 2005年、出场『东京Girls Collection』到现在。
- 2007年、出场『神户 Collection』到现在。

## 人物
- 初露实角的时她所属仙台市的经纪公司、以后为时尚杂志『Ray』专属模特儿到于2010年10月。

## 出演
- 时尚女王（2009）

### 广告
- 花王「エッセンシャル」（2007）
- 丸井（2006）

### 雜誌
- Ray - 模特（2002 ～2010、主婦の友社）
- AneCan - 模特 (2010 ～、小学馆)

## 作品

### DVD
- 『碧色COLORS』(リバプール、2008年10月24日)

## 外部連結
- （日語）葛冈碧Ameba博客 （页面存档备份，存于）
- （日語）インセントエディア公式プロフィール （页面存档备份，存于）